# Luiss Guido Carli
La Libera università internazionale degli studi sociali Guido Carli (o Luiss Guido Carli) è un'università privata italiana con sede a Roma, fondata nel 1974 da Umberto Agnelli. L'università è orientata all'insegnamento delle scienze sociali, in particolare: giurisprudenza, economia, management, finanza e scienze politiche. È tra le 25 migliori università al mondo per gli studi politici e internazionali secondo il ranking QS  e nella top 100 per Business and Management, Law e Marketing. Il master in management, erogato dalla Luiss Business School, è tra i migliori 25 al mondo secondo la classifica stilata dal Financial Times. 

## Storia
Nel 1974 un gruppo di imprenditori rilevò la declinante Università "Pro Deo" di Roma. Questo gruppo era guidato da Umberto Agnelli (il cui fratello Gianni era all'epoca presidente di Confindustria) e comprendeva Vittorio Merloni. L'università che il gruppo rilevò era un discusso ateneo fondato nel 1966 dal presbitero belga Félix Morlion, allo scopo di formare quadri anticomunisti per conto del Vaticano (costoro furono infiltrati anche nei servizi segreti italiani).
In discontinuità con la precedente proprietà, i nuovi proprietari intesero usare l'ateneo come fucina per la formazione delle nuove classi tramite gli insegnamenti delle scienze sociali. Ai fondatori si uniscono, negli anni successivi, altri importanti gruppi industriali pubblici e privati e aziende di credito che portano nel Consiglio di Amministrazione dell'Università una qualificata rappresentanza di imprenditori locali.
Nel 1977 l'Università cambia ufficialmente il nome in Luiss — Libera Università Internazionale degli Studi Sociali. Un anno dopo, l'allora presidente di Confindustria Guido Carli diventa presidente dell'Università. In questo periodo si va sempre più verso la nuova strada intrapresa da Guido Carli: si iniziò dapprima inserendo un test di posizionamento per l'immatricolazione per poi iniziare a modellare i piani di studio in base alle esigenze di mercato inserendo inoltre anche fra le materie d'indirizzo le lingue straniere (inglese, francese e tedesco) e le nozioni base dell'informatica. Nel 1982 la Luiss amplia la sua offerta formativa, infatti a economia e scienze politiche si aggiunge la facoltà di giurisprudenza.
Guido Carli rimase presidente della Luiss fino alla morte, avvenuta nel 1993; nel 1994 il consiglio di amministrazione decise di intitolare l'Università in sua memoria.

## Profilo accademico

### Dipartimenti
L'Ateneo si articola in cinque dipartimenti:
- AI, Data and Decision Sciences
- Economia e finanza
- Giurisprudenza
- Impresa e Management
- Scienze politiche

### Scuole Postgraduate
- Luiss School of Government, che offre una formazione specifica, mediante l'erogazione di master universitari, in materia di processi politici e decision-making, sia nel settore pubblico che nel privato;
- Luiss School of Law per l'approfondimento teorico di specifici problemi giuridici;
- Scuola superiore post lauream in giornalismo "Massimo Baldini";
- Luiss Business School. Nata nel 1986 con il nome di Luiss School of Management, come divisione dedicata alle attività di formazione post laurea. Nel 1991 fu attivato il primo Master; dal 2006 ha l'attuale nome;
- Luiss School of European Political Economy, centro di ricerca e specializzazione dedicato ai temi di portata europea.

### Luiss Sport
Dal 1999 è presente la “Luiss Sport Academy”, nata e sviluppata con l’obiettivo di consentire allo studente-atleta di conciliare l’attività formativa con quella sportiva attraverso un percorso di "Dual Career" che prevede, oltre al sostegno attraverso tutor dedicati, anche l’assegnazione in ogni anno accademico di borse di studio per meriti sportivi.
In parallelo a ciò, è stato creato un programma sportivo dell'università, denominato "Luiss Sport Program", che è rivolto a:
- studenti–atleti, iscritti a un corso di laurea, post laurea (master di I e II livello) o di dottorato della Luiss;
- studenti-atleti stranieri (Erasmus, Double Degree, Partnership);
- Alumni Luiss;

e che ha visto tra le sue primissime iniziative la fondazione di un proprio gruppo sportivo, l'AS Luiss. Le discipline sportive in esso praticate sono: l'atletica leggera, il calcio, il canottaggio, il ciclismo, l'equitazione, il golf, il nuoto, il padel, la pallacanestro, la pallavolo, lo sci, il tennis, la vela e anche il rugby a 7 e a 15, quest'ultima dapprima in collaborazione con la S.S. Lazio, nelle schiere della cui seconda squadra gli affiliati del gruppo sportivo hanno fatto il loro esordio nella Serie C regionale e, in seguito (più precisamente dal 2019), con una propria compagine affiliata alla FIR.
La sezione cestistica si è resa protagonista di una storica promozione al termine del campionato di Serie B 2022-2023: gli studenti-atleti di coach Andrea Paccariè si sono infatti inizialmente classificati al primo posto del girone D, per poi vincere anche il proprio tabellone play-off ed infine trionfare anche nel concentramento nazionale sul campo neutro di Ferrara in cui le quattro squadre vincenti dei quattro tabelloni play-off si contendevano due posti per salire in Serie A2. La LUISS è diventata così la prima squadra nella storia del basket italiano a centrare la promozione in A2 con soli giocatori universitari. In vista della Serie A2 2023-2024, oltre all'ingaggio di alcuni giocatori italiani e stranieri non universitari, i biancoblù hanno traslocato dalla piccola tensostruttura del PalaLuiss al più capiente palasport di viale Tiziano, appena riaperto dopo alcuni anni di ristrutturazione.

## Campus
La Luiss svolge le sue attività su cinque sedi principali:
- Villa Alberoni, sita in viale Pola, 12 (7908 m²[17]), sede storica dell'Università che ospita tutti i servizi centrali[18]; l'attuale Villa Alberoni costituisce, insieme a Villa Paganini, quel che oggi resta della grande proprietà del cardinale Giulio Alberoni, nella parte più elevata del parco l’ingegnere Francesco Bruno realizzò, tra il 1924 e il 1929, l'attuale villino che presenta un imponente impianto decorativo neobarocco[19]. Negli anni trenta il villino fu la residenza del Ministro Galeazzo Ciano e di sua moglie Edda Mussolini. Nel corso degli anni Sessanta, la sede, è stata ulteriormente ampliata sul "lato" di Via Appennini; oggi ospita la sede storica originaria della Luiss, nonché attività legate alla didattica e alla ricerca ed eventi e seminari.
- La Casa di Lavoro per i Ciechi di Guerra, sita in via Parenzo, 11 (5462 m²[17]), è una palazzina razionalista realizzata da Pietro Aschieri nel 1931 nel nascente quartiere Trieste[20], acquistata da Confindustria nel 1992 e affidata al restauro di Lucio Passarelli[21] che recuperò gli esterni originali dell'edificio. Ospita il dipartimento di giurisprudenza[22].
- Biblioteca, via di Santa Costanza, 53 (988 m²[17]). Edificio in cui trova posto la sala lettura dell'archivio bibliografico dell'università[22] specializzato nelle scienze economiche, giuridiche, politiche e sociali consistente in più di 100 000 monografie, 1 800 periodici e 80 database[23];
- Villa de Heritz, attuale campus universitario della Luiss situato tra Viale Romania e Via Panama, rappresenta una porzione di una ben più vasta proprietà del Conte de Heritz, il quale nel 1878 aveva riunito in un unico patrimonio diverse ville suburbane. Nel 1919, ebbe inizio l'urbanizzazione e la lottizzazione dell'intero quartiere, con la realizzazione di Via Panama, Via Lima e Via Lisbona. Tuttavia, il parco de Heritz, la cui estensione era pari a 2,7 ettari, venne in parte preservato grazie alla qualità degli alberi. Nel 1929 venne eretto l’attuale villino in stile neobarocco su progetto dell’architetto Giovanni Battista Milani. Domina la composizione il sistema costituito da pronao, vestibolo e scalone a pianta ellittica, con evidenti riferimenti al linguaggio barocco. Nel 1940 il casino di Villa de Heritz con il parco annesso venne acquistato dalle suore dell’Assunzione, ma solo tra il 1948 e il 1950 fu realizzato il complesso composto dalla chiesa, dal convento con il chiostro e dall’istituto scolastico. Dopo un importante restauro conservativo e funzionale degli edifici e del parco, la sede ospita dal 2007 le attività di didattica e ricerca dei Dipartimenti, eventi e seminari.[24]
- Villa Blanc, sita in via Nomentana, 216, fu voluta dal barone Alberto de Blanc tra il 1895 e il 1898, dopo la sua nomina a Ministro degli Esteri nel Governo Crispi e rappresenta un esempio rilevante di arte eclettica. Nella realizzazione furono coinvolti numerosi artisti e professionalità come Giacomo Boni, archeologo e architetto e il botanico Pietro Pirotta, fondatore dell’Orto Botanico di Roma. Nel 1997 la Luiss ha acquisito ciò che restava del complesso e attualmente la Villa è sede della Luiss Business School.[25]

Altri locali e strutture minori sono adibiti a uffici amministrativi, archivi e uso sportivo.

## Casa editrice
Dal 2000 l'università ha una propria casa editrice, Luiss University Press.

## Presidenti
- Félix Andrew Morlion (1966-1975)[27]
- Carlo Ferrero (1975-1978)
- Guido Carli (1978-1993)
- Luigi Abete (1993-2001)
- Antonio D'Amato (2001-2004)
- Luca Cordero di Montezemolo (2004-2010)
- Emma Marcegaglia (2010-2019)
- Vincenzo Boccia (2019-2023)
- Luigi Gubitosi (2023-2025)
- Giorgio Fossa (dal 2025)

## Rettori
- Roberto Lucifredi (1966-1974)[28]
- Giuseppe Mira (1974-1977)[29]
- Rosario Romeo (1978-1984)
- Carlo Scognamiglio (1984-1992)
- Mario Arcelli (1992-2002)
- Adriano De Maio (2002-2005)
- Marcello Foschini (2005-2006)
- Massimo Egidi (2006-2016)
- Paola Severino (2016-2018)
- Andrea Prencipe (2018-2024)[30]
- Paolo Boccardelli (dal 2024)